# 18091 Iranmanesh
18091 Iranmanesh este un asteroid din centura principală de asteroizi.

## Descriere
18091 Iranmanesh este un asteroid din centura principală de asteroizi. A fost descoperit pe 6 mai 2000 la Socorro, New Mexico, în cadrul proiectului LINEAR. Asteroidul prezintă o orbită caracterizată de o semiaxă mare de 2,43 ua, o excentricitate de 0,08 și o înclinație de 6,5° în raport cu ecliptica.